# Ferdinand Raeschke
Ferdinand „Ferry“ Raeschke (* 19. Februar 1920 in Hamburg; † 16. Juni 1987 in Hamburg) war ein deutscher Boxer.

## Leben
Raeschke war Mitglied des Hamburger Vereins BC Sportmann. 1941 wurde er deutscher Meister im Weltergewicht und 1942 in Breslau Europameister. Im Anschluss an den Zweiten Weltkrieg hob der Weltverband AIBA die Ergebnisse der EM auf, weil bei der Veranstaltung lediglich Sportler aus Ländern teilnahmeberechtigt waren, die mit Deutschland verbündet oder neutral waren.
Als Berufsboxer gewann Raeschke im April 1946 die deutsche Meisterschaft im Weltergewicht. Nach vier erfolgreichen Titelverteidigungen im selben Jahr verlor er den Titel Ende August 1946, als er Gustav Eder unterlag. Raeschke gewann als Berufsboxer 39 Kämpfe und verlor sechs.
Er war nach seiner Boxlaufbahn Gastwirt und führte eine Kneipe Hamburger Stadtteil St. Pauli, die zunächst den Namen „Cap der guten Hoffnung“ und später „Bei Ferry“ trug. Zu Beginn der 1980er veräußerte er die Schankwirtschaft.